# آماره کاوشی
در آمار، آماره کاوشی یا آماره پنجره مسئله‌ای است که به خوشه‌سازی نقاط قرارگرفته به صورت تصادفی مربوط می‌شود. نمونه‌ای از یک مسئله، بیشینه اندازه خوشه نقاط روی یک خط یا بزرگ‌ترین سری‌های موفقیت‌ها که با جابجایی پنجره‌ای با طول ثابت ثبت می‌شود.
اولین‌بار ژوزف نائوس این مسئله را منتشر کرد، و به خاطر سهم اولیه‌اش، او را پدر آماره کاوشی می‌دانند. می‌توان از نتایج آماره کاوشی در همه‌گیرشناسی، سلامت عمومی و اخترشناسی استفاده کرد، تا خوشه‌های غیرمعمول رویدادها را دریافت.